# Captura de Bagdá (1638)
A Recaptura de Bagdá (português brasileiro) ou Recaptura de Bagdade (português europeu) refere-se à segunda conquista da cidade pelo Império Otomano como parte da Guerra Otomano-Safávida de 1623-1639.

## Origens
Bagdá (capital do Iraque moderno), que também foi a capital do Califado Abássida, foi uma das cidades mais importantes do Mundo Muçulmano. Na segunda metade da Idade Média, os governantes turcos seljúcidas, Cordeiros Negros, Cordeiros Brancos), assim como outros, sempre tentaram controlar esta prestigiosa cidade. De 1508 a 1534, foi governado pela emergente dinastia safávida do Irão, entre o tempo liderado pelo xá Ismail I e o xá Tamaspe I, respectivamente. Em 1534, o sultão otomano Solimão I (também conhecido como Solimão, o Magnífico) capturou a cidade sem nenhum combate sério durante a Guerra Otomano-Safávida de 1532 a 1555, que foi confirmada na resultante Paz de Amásia. No entanto, 90 anos depois, foi recapturado por Abas I da Pérsia (também conhecido como Abas, o Grande).
Tentativas de vários comandantes otomanos (turco: serdar) de retomar a cidade após 1624, foram infrutíferas. Segundo a lenda, apenas o sultão em pessoa, poderia conquistar a cidade. Em 1638, o sultão otomano Murade IV (trineto de Solimão I) decidiu recapturar a cidade. Murade era visto como um herói guerreiro e, portanto, parecia ser seu dever fazer campanha e recuperar Bagdá. Ele tinha sido vitorioso contra os rebeldes drusos uma década antes e obteve uma grande vitória no Cerco de Erevã em 1635.
De acordo com o relato ocular de Zarain Agha, a mobilização otomana para o cerco de Bagdá foi de 108 589 homens compostos de 35 000 soldados de infantaria, em parte de janízaros, e 73 589 de cavalaria.

## Cerco
A distância de voo dos pássaros entre Istambul e Bagdá é de cerca de 1 600 km. Segundo o historiador Joseph von Hammer, o exército otomano cobriu essa distância em 197 dias com 110 estações intermédias. O cerco começou em 15 de novembro de 1638. Os Safávidas aumentaram o tamanho da guarnição da cidade em cerca de 4-5 vezes. Havia quatro portões principais da cidade: o Portão Norte, Azamiye ou Imam-i Azam, (de Abu Hanifa), o Portão Sul Karanlık (escuro), Ak (branco) e Köprü (ponte). O observador otomano Ziyaeddin Ibrahim Nuri descreveu as fortificações da cidade da seguinte forma: as muralhas da cidade tinham 25 metros de altura e entre 10 e 7 metros de largura, reforçadas por muralhas de terra para suportar o bombardeamento de artilharia e protegidas por um fosso largo e profundo. As muralhas da cidade apresentavam 114 torres entre os Portões Norte e Sul, e outras 94 torres que corriam paralelas ao Tigre. O comandante safávida, Bektash Cã, havia feito reparos extensivos nas fortificações. Dois paxás foram posicionados contra os dois primeiros portões. Mas o grão-vizir Taiar Maomé Paxá percebeu que esses dois portões estavam muito bem fortificados. Então ele escolheu atacar o terceiro portão (Ak) que parecia menos fortificado. Durante o cerco os Safávidas fizeram investidas de cerca de 6 000 homens de cada vez, isto foi seguido por uma retirada para a cidade e outros 6 000 homens para atacar. Esses tipos de ataques aumentaram muito as baixas dos otomanos. O cerco continuou por 40 dias. No final, o impaciente Murade pediu ao grão-vizir um ataque geral. O ataque foi bem sucedido e a cidade foi capturada em 25 de Dezembro de 1638 (no 116.º aniversário da captura de Rodes por Solimão I). Mas durante os confrontos finais, o grão-vizir foi abatido.

## Rescaldo
Embora os defensores recebessem passagem livre para a Pérsia, alguns retomaram a luta após a captura da cidade em torno do portão de Karanlik. A perda humana durante a luta pós-captura foi severa. No entanto, logo após a captura, o novo grão-vizir Kemankeş Mustafa Paşa e o representante Persa Saruhan iniciaram as conversações de paz e em 17 de Maio de 1639 assinaram o Tratado de Zuabe, que se tornou um importante tratado histórico. Por esse tratado, as modernas linhas fronteiriças Turquia-Irão e Iraque-Irão foram traçadas. Embora houvesse outras guerras após o tratado de Zuabe, os tratados que se seguiram às guerras eram apenas a ratificação do tratado de Zuabe.

## Trivialidades
Durante a campanha de Bagdá, Murade perdeu dois dos seus grão-vizires. O primeiro foi Bayram Paşa em 17 de Agosto de 1638, que morreu no caminho para Bagdá e o segundo foi Mehmet Tayyar que morreu em 24 de Dezembro de 1638. Tayyar Mehmet também foi o terceiro grão-vizir otomano que morreu no campo de batalha (os dois primeiros sendo Hadım Ali Paşa em 1511 e Hadım Sinan Paşa em 1517).
Depois dessa vitória, Murade mandou construir dois magníficos pavilhões nos jardins do Palácio de Topkapı, um pela sua vitória em Erevã e o outro pela sua vitória em Bagdá.